# Mark Goresky
Mark Goresky (Regina (Saskatchewan), 27 de dezembro de 1950) é um matemático canadense. Trabalha principalmente com geometria algébrica, teoria de representação e informática.

## Obras
- Goresky, MacPherson: Stratified Morse Theory. Springer Ergebnisse der Mathematik 1988
- com Jayce Getz: Hilbert Modular Forms with Coefficients in Intersection Homology and Quadratic Base Change, Birkhäuser 2012